# Carolina Stutchbury
Carolina Stutchbury, född 23 oktober 2005, är en brittisk fäktare som tävlar i florett.

## Karriär
Vid EM 2024 i Basel tog Stutchbury brons individuellt i florett. Vid EM 2025 i Genua tog hon silver individuellt i florett efter en finalförlust mot franska Eva Lacheray.